# 2014 en fantasy
| Années de la fantasy : 2011 - 2012 - 2013 - 2014 - 2015 - 2016 - 2017    |
| Décennies de la fantasy : 1980 - 1990 - 2000 - 2010 - 2020 - 2030 - 2040 |

L'année 2014 a été marquée, en matière de fantasy, par les événements suivants.

## Romans - Recueils de nouvelles ou anthologies - Nouvelles
- Le Crépuscule des prophéties (Severed Souls), troisième tome du cycle L'Épée de vérité de Terry Goodkind
- Déchéance, dixième tome de la série d’Anne Robillard Les Héritiers d'Enkidiev
- La Fille de l'assassin (Fool’s Assassin), roman de Robin Hobb et deuxième tome du troisième cycle de L'Assassin royal
- La Fleur de verre, recueil de nouvelles de George R. R. Martin
- Le Fou et l'Assassin (Fool's Assassin), roman de Robin Hobb et premier tome du troisième cycle de L'Assassin royal
- L'Invasion de l'Overworld (Invasion of the Overworld), premier tome de la série Les Aventures de Gameknight999 de Mark Cheverton
- La Bataille du Nether (Battle for the Nether), deuxième tome de la série Les Aventures de Gameknight999 de Mark Cheverton
- Face au dragon (Confronting the Dragon), troisième tome de la série Les Aventures de Gameknight999 de Mark Cheverton
- Liavek, recueil de nouvelles écrites par Steven Brust, Gregory Frost et Robin Hobb
- Mirages, neuvième tome de la série d’Anne Robillard Les Héritiers d'Enkidiev
- La Moitié d'un roi (Half a King), roman de Joe Abercrombie et premier tome de la série La Mer éclatée
- Spirales, cinquième tome de la série d'Anne Robillard Les Ailes d'Alexanne
- Thomas Ward l'épouvanteur (A New Darkness), premier tome de la série The Starblade Chronicles de Joseph Delaney et suite de la série L'Épouvanteur

## Films ou téléfilms
- Les Boxtrolls ou Trolls en boîte (The Boxtrolls), film américain d'animation réalisé par Graham Annable et Anthony Stacchi

- Vol 7500 : aller sans retour réalisé par Takashi Shimizu

## Bandes dessinées, dessins animés, mangas
- The Wicked + The Divine, début de la série de comics de Kieron Gillen et Jamie McKelvie chez Image Comics
- 19 décembre : diffusion des deux derniers épisodes de La Légende de Korra sur Nickelodeon aux États-Unis.